# Little Children
Little Children ist ein Filmdrama aus dem Jahr 2006 von Regisseur Todd Field, der gemeinsam mit Tom Perrotta auch das Drehbuch schrieb, welches auf dem gleichnamigen Roman von Tom Perrotta basiert. Die Hauptrollen spielten Kate Winslet und Patrick Wilson.

## Handlung
In der beschaulichen Vorstadt East Wyndam, in der Nähe von Boston: Die Literaturwissenschaftlerin Sarah Pierce ist unzufrieden mit ihrem Leben. Ihre Rolle als Hausfrau und als Mutter der kleinen Lucy befriedigt sie nicht, sie sieht ihre Tochter manchmal nur als einen Plagegeist an und ist oft von ihr genervt. Die Ehe mit ihrem Mann Richard ist lieblos, zudem hat sie ihn nun dabei ertappt, wie er heimlich beim Betrachten einer pornografischen Internetseite masturbierte und sich dabei einen getragenen Frauenslip über die Nase band.
Brad Adamson ist ein gut aussehender Hausmann, der seinen kleinen Sohn Aaron erzieht und von den Müttern auf dem Spielplatz als „Ballkönig“ (im Originalton: „Prom King“) angehimmelt wird. Statt, wie er seiner Frau sagt, in die Bibliothek zu gehen und für sein noch ausstehendes juristisches Examen zu lernen – schon zweimal ist er bei der Anwaltsprüfung durchgefallen –, hängt er lieber seinen Jugendträumen nach und bewundert stundenlang junge Leute beim Skateboardfahren. Er hat sich nun auch einer Gruppe älterer Polizisten angeschlossen, die des Nachts Football spielen, was ihn an seine frühere Zeit als Football-Spieler am College erinnert. Er hat sich inzwischen damit abgefunden, sich von seiner Frau Kathy aushalten zu lassen. Kathy, eine erfolgreiche Autorin, die gerade einen Dokumentarfilm über im Irakkrieg gefallene US-Soldaten erstellt, bevormundet ihren Mann und teilt ihm das Geld ein.
Zwischen Sarah und Brad entwickelt sich, nachdem sie sich zunächst regelmäßig im lokalen Freibad treffen, bald eine leidenschaftliche Affäre.
Derweil sorgt der verurteilte Exhibitionist Ronald James „Ronnie“ McGorvey unter den Eltern der Nachbarschaft für Aufregung, als er nach einer zweijährigen Haftstrafe wegen Entblößung vor einer Minderjährigen wieder in die Gegend kommt und bei seiner betagten Mutter einzieht. Er wird ständig von dem arbeitslosen Ex-Polizisten Larry Hedges schikaniert, der vom Dienst suspendiert wurde, nachdem er in einem Einkaufszentrum irrtümlich einen mit einem Luftgewehr hantierenden 13-jährigen Jungen erschossen hatte. Hedges hetzt die Menschen gegen McGorvey auf, indem er Flugblätter mit McGorveys Foto im gesamten Stadtviertel verteilt, unterzeichnet mit „Komitee besorgter Eltern“, wobei er jedoch ganz alleine dahinter steckt, und dessen Haus beschmiert. Zudem parkt er regelmäßig lautstark hupend vor McGorveys Haus, um ihm zu verdeutlichen, dass er ständig von ihm beobachtet wird. Auch sonst nutzt er jede Gelegenheit, um seinen Frust an ihm auszulassen.
McGorveys Mutter May versucht derweil alles, um ihren Sohn zurück ins normale Leben zu bringen und organisiert ihm über eine Kontaktanzeige ein Date mit einer Frau namens Sheila. Das Date verläuft zwar gut, und Sheila öffnet sich ihm gegenüber sogar über ihre eigenen vergangenen psychischen Probleme, aber auf dem Heimweg verfällt McGorvey in seine pädophile Neigung und lässt sich von Sheila zum Spielplatz fahren, wo er neben ihr auf dem Beifahrersitz masturbiert, was die Frau verstört, welche sofort die Flucht ergreift.
Kathy beginnt mittlerweile Verdacht bezüglich einer Affäre ihres Mannes zu schöpfen und lässt ihre Mutter längere Zeit bei sich wohnen, welche Brad fortan überallhin begleitet, was die Affäre zwischen Sarah und Brad zeitweise erlischen lässt. Eines Nachts hat Brad jedoch ein Footballspiel, wohin Kathys Mutter ihn nicht begleiten will. Brads Team gewinnt das Spiel, trotz des starken Gegners, durch einen phänomenalen Touchdown von Brad, woraufhin Sarah, welche zum Spiel erschienen ist, für ihn klatscht und jubelt und die beiden sich schließlich leidenschaftlich küssen. Brads Team will anschließend in der Bar den Sieg feiern, doch Brad will bei Sarah bleiben und vertröstet Hedges damit, dass er nachkommen würde.
Hedges, frustriert darüber, dass Brad nicht nachgekommen ist und ihn sitzengelassen hat, lässt seinen Frust an McGorvey raus und fährt zu seinem Haus, wo er mit einem Megafon die Nachbarn gegen ihn aufhetzen will. Als McGorveys Mutter May ihn stoppen will, erleidet die alte Dame einen Herzinfarkt und stirbt kurz darauf im Krankenhaus. Sie hinterlässt ihrem Sohn einen letzten Brief mit der Nachricht „Bitte sei ein braver Junge“ („Please be a good boy“). Als McGorvey den Brief liest, zerstört er zunächst in einem Wutanfall die Uhren- und Porzellanfigurensammlung seiner Mutter, bevor er, um dem letzten Wunsch seiner Mutter zu entsprechen und nicht mehr seiner Krankheit zum Opfer zu fallen, sich ein Messer nimmt und sich selbst kastriert.
Brad schlägt indes schließlich Sarah vor, gemeinsam die Stadt zu verlassen, und Sarah willigt nach kurzem Zögern ein. Beide hoffen so, ihr abgesichertes, aber freudloses Leben hinter sich lassen zu können und noch einmal neu anzufangen. In der Nacht scheitert Sarahs und Brads geplantes Treffen am Spielplatz, als Brad gerade am Übungsplatz der jugendlichen Skateboardfahrer vorbeigeht: Er wird von den Jugendlichen erstmals angesprochen statt wie bisher ignoriert. Anstatt zu Sarah zu gehen, bleibt er bei den Jugendlichen und lässt sich dazu überreden, mitzumachen. Bei einem versuchten Skateboard-Sprung stürzt er schwer und wird ins Krankenhaus gebracht. Als man ihm einen verlorenen Brief wiedergeben will – den Abschiedsbrief an seine Frau Kathy –, sagt er, er brauche ihn nicht mehr. Sarah begegnet währenddessen auf dem Spielplatz dem verstörten McGorvey und wird sich durch diese nächtliche Begegnung und das kurzzeitige Verschwinden von Lucy ihrer Verantwortung als Mutter bewusst, so dass sie von ihren Ausreißplänen Abstand nimmt. Larry, der nach dem Tod von McGorveys Mutter sein falsches Verhalten gegenüber McGorvey eingesehen hat, ist auf der Suche nach McGorvey, um sich bei ihm zu entschuldigen. Er findet ihn blutend auf dem Spielplatz und fährt ihn mit seinem Auto ins Krankenhaus, um ihm das Leben zu retten. Brads Frau Kathy fährt besorgt zu ihrem Mann ins Krankenhaus. Sarah kehrt nach Hause zurück, und man sieht, wie sie sich eng neben Lucy ins Bett legt.

## Hintergrund
- Die Dreharbeiten begannen am 25. Juli 2005, gedreht wurde an verschiedenen Orten in den USA, hauptsächlich im Bundesstaat New York.
- Die Produktionskosten wurden auf einen Betrag zwischen rund 14 und 26 Millionen US-Dollar geschätzt. Der Film spielte in den Kinos weltweit rund 15 Millionen US-Dollar ein, davon rund 5 Millionen US-Dollar in den USA und rund 0,7 Millionen US-Dollar in Deutschland.[3][4]
- Kinostart in den USA war am 3. November 2006, in Deutschland am 26. April 2007.
- Der Film wurde wegen seiner Nacktszenen in den USA als R-rated klassifiziert. In Malaysia wurde er verboten.

## Kritiken
- David Kleingers schrieb am 27. April 2007 auf Spiegel Online: „Fast schon subkutan vermittelt sich ein Gefühl der Verunsicherung und diffusen Angst, das ‚Little Children‘ zu einem äußerst gegenwärtigen amerikanischen Film macht. Der aber genauso das zwischen neo-bourgeoisen Kleinfamilienidyll und ewiger Adoleszenz oszillierende Personal am Prenzlauer Berg oder der Hamburger Schanze ansprechen wird. Denn die universelle Qualität des Films ist einfach umschrieben: Er zeigt die Menschen nackt, aber er stellt sie nie bloß. So was nennt man gemeinhin Liebe und eben das unterscheidet Kinderkram von großem Kino für Erwachsene.“[5]

- Anke Leweke schrieb am 26. April 2007 in Die Tageszeitung: „Todd Field […] betrachtet die Kleinstädter wie kleine Kinder, die noch keinen Maßstab für ihre Bösartigkeit und ihren Egoismus haben. Er schickt sie durch kleinere und größere Reifeprüfungen, Schicksalsschläge und registriert ihre Verhaltensmuster: Eine Methode, auf die Field schon in seinem Regiedebüt ‚In the Bedroom‘ zurückgriff. […] Auch in ‚Little Children‘ werden die Mittel untersucht, mit denen die Kleinstädter zwanghaft ihr starres soziales Gefüge aufrechterhalten. Todd Field betrachtet das Leben in den adretten Häusern mit ihren gepflegten Gärten wie die Lösungen in einem Reagenzglas.“[6]

- Tomasz Kurianowicz schrieb auf kino-zeit.de: „Regisseur Todd Field ist Großartiges gelungen. Er hat mit dem Drehbuchautor Tom Perrotta einen Film kreiert, der die Idee der Dichotomien auseinander nimmt. Kleine Kinder zeigen sich selbstbewusster als ihre Vormundschaft und gruselige Kriminelle beweisen ihre Menschlichkeit.“[7]

- Lexikon des internationalen Films: „Eine vor allem darstellerisch fesselnde ironisch-kritische Betrachtung des ‚American Way of Life‘ mit diversen inszenatorischen Finessen. Das Porträt einer Frau, die noch einmal zu sich selbst finden will, verdichtet sich dabei, auch durch den distanzierten Off-Kommentar, zu einem stimmigen Gesellschaftsbild.“[8]

## Auszeichnungen
- Bei der Oscarverleihung 2007 erhielt der Film in drei Kategorien eine Nominierung:
  - Kate Winslet als Beste Hauptdarstellerin
  - Jackie Earle Haley als Bester Nebendarsteller
  - Todd Field und Tom Perrotta für Bestes adaptiertes Drehbuch
- Zur Verleihung der Golden Globe Awards 2007 war der Film dreimal nominiert:
  - Der Film in der Kategorie Bester Film – Drama
  - Kate Winslet in der Kategorie Beste Hauptdarstellerin – Drama
  - Todd Field und Tom Perrotta in der Kategorie Bestes Filmdrehbuch
- Bei den British Academy Film Awards 2007 war Kate Winslet als Beste Hauptdarstellerin nominiert.
- Todd Field war für einen Gotham Award 2006 in der Kategorie Bester Film nominiert.
- Die Deutsche Film- und Medienbewertung FBW in Wiesbaden verlieh dem Film das Prädikat besonders wertvoll.